# Хлипновка
Хли́пновка (укр. Хлипнівка) — село в Звенигородском районе Черкасской области Украины.
Население по переписи 2001 года составляло 599 человек. Почтовый индекс — 20220. Телефонный код — 4740.

## Местный совет
20220, Черкасская обл., Звенигородский р-н, с. Хлипновка